# Daniel Finch, 2. hrabě z Nottinghamu
Daniel Finch, 2. hrabě z Nottinghamu, 7. hrabě z Winchilsey (Daniel Finch, 7th Earl of Winchilsea, 2nd Earl of Nottingham, 7th Viscount Maidstone, 2nd Baron Finch of Daventry) (2. července 1647 – 1. ledna 1730) byl britský státník. Pocházel ze starobylého šlechtického rodu Finchů, dva z jeho předků zastávali funkci předsedy Dolní sněmovny. Patřil k toryům a ve vysokých funkcích se uplatnil ještě za vlády Stuartovců, kdy byl prvním lordem admirality. Po slavné revoluci byl několikrát ministrem vnitra a zahraničí, nakonec se po nástupu hannoverské dynastie stal prezidentem Tajné rady. Pro podezření z náklonnosti k jakobitům musel nakonec odstoupit a spolu s ním byl celý dosud vlivný rodinný klan Finchů donucen k dlouholeté politické pasivitě.

## Politická kariéra
Narodil se jako nejstarší syn lorda kancléře 1. hraběte z Nottinghamu, byl též vnukem předsedy Dolní sněmovny Heneage Finche. Studoval v Oxfordu a v letech 1665–1668 absolvoval kavalírskou cestu, během níž navštívil Německo, Itálii a Francii, po návratu byl jmenován členem Královské společnosti. V letech 1673–1678 a 1679–1681 byl členem Dolní sněmovny, v letech 1679-1681 lordem admirality a v roce 1680 se stal členem Tajné rady. V letech 1681–1684 byl prvním lordem admirality, poté správu námořnictva převzal osobně Karel II. Za vlády Jakuba II. se vyhýbal dvoru, nicméně váhal podpořit jeho sesazení a za slavné revoluce podporoval myšlenku regentské vlády. Po nástupu Viléma III. odmítl nabídku na post lorda kancléře, ale přijal další vysoké úřady. Byl členem výboru Tajné rady pro obchod a kolonie (1689–1696), státním sekretářem zahraničí (1689–1690 a 1692–1693), státním sekretářem vnitra (1690–1693 a 1702–1704; v obdobích červen až prosinec 1690 a březen 1692 až březen 1693 zastával oba úřady zároveň). V roce 1704 musel ustoupit pozdějšímu premiérovi Robertu Harleyovi a do konce vlády královny Anny byl v opozici jako stoupenec umírněných toryů.
Do vysokých funkcí se vrátil po nástupu Jiřího I. a stejně jako v roce 1689 i v roce 1714 bylo jeho jmenování do vlády překvapivé, protože byl jediný tory ve whigistickém kabinetu. Svou roli však sehrál Nottinghamův osobní postoj k nastolení hannoverské dynastie, nikoli jeho stranická příslušnost, takže se v roce 1714 stal lordem prezidentem Tajné rady. Z funkce byl nakonec odvolán v roce 1716 pro podezření ze sympatií k jakobitům. Ze svých funkcí museli odejít také jeho bratr 1. hrabě z Aylesfordu a syn Daniel a celý dosud vlivný klan Finchů byl donucen k dlouhodobé politické pasivitě. Krátce před smrtí v září 1729 zdědil po bratranci titul hraběte z Winchilsey.

## Rodina

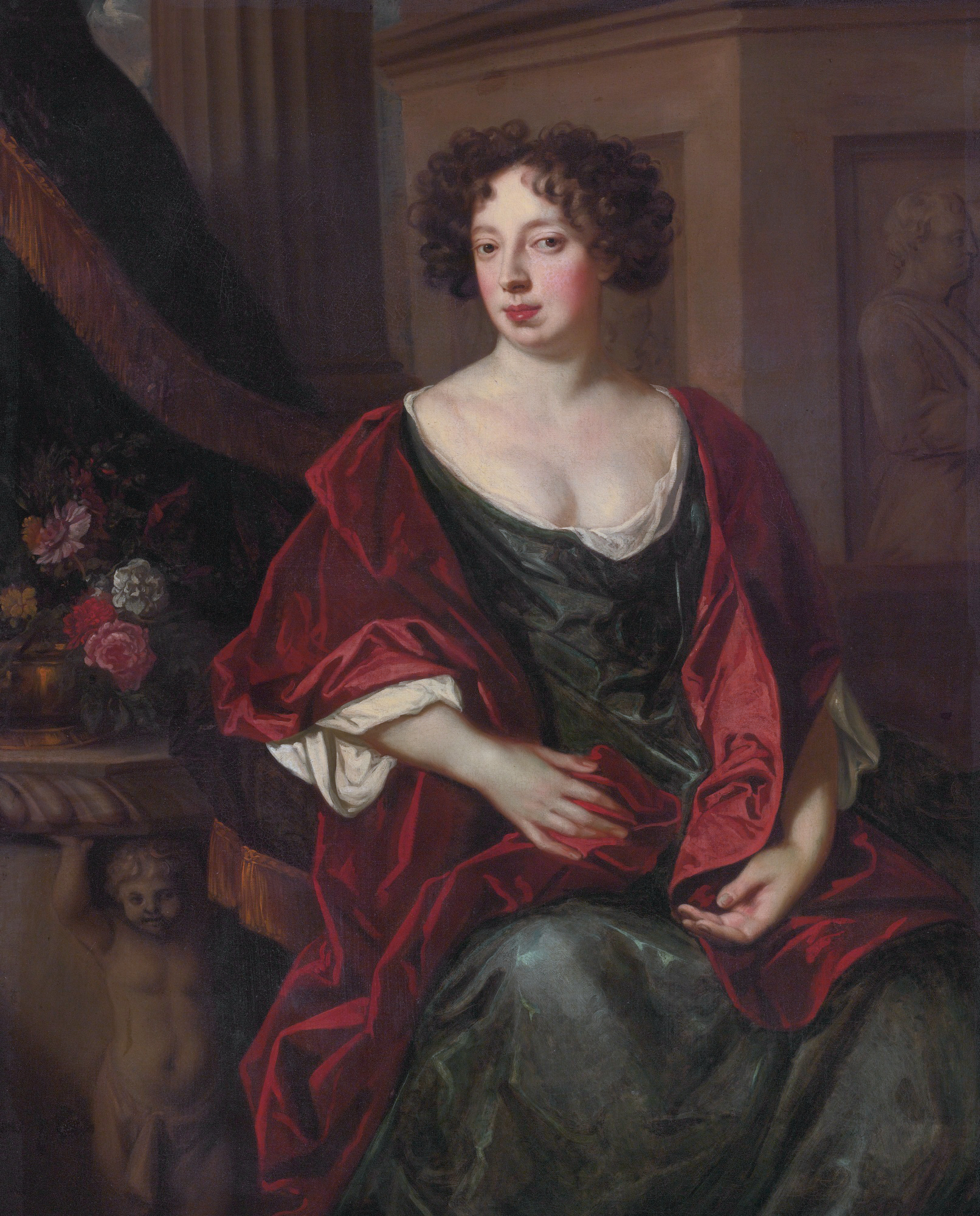
Essex Rich (1652–1684), první manželka 2. hraběte z Nottinghamu

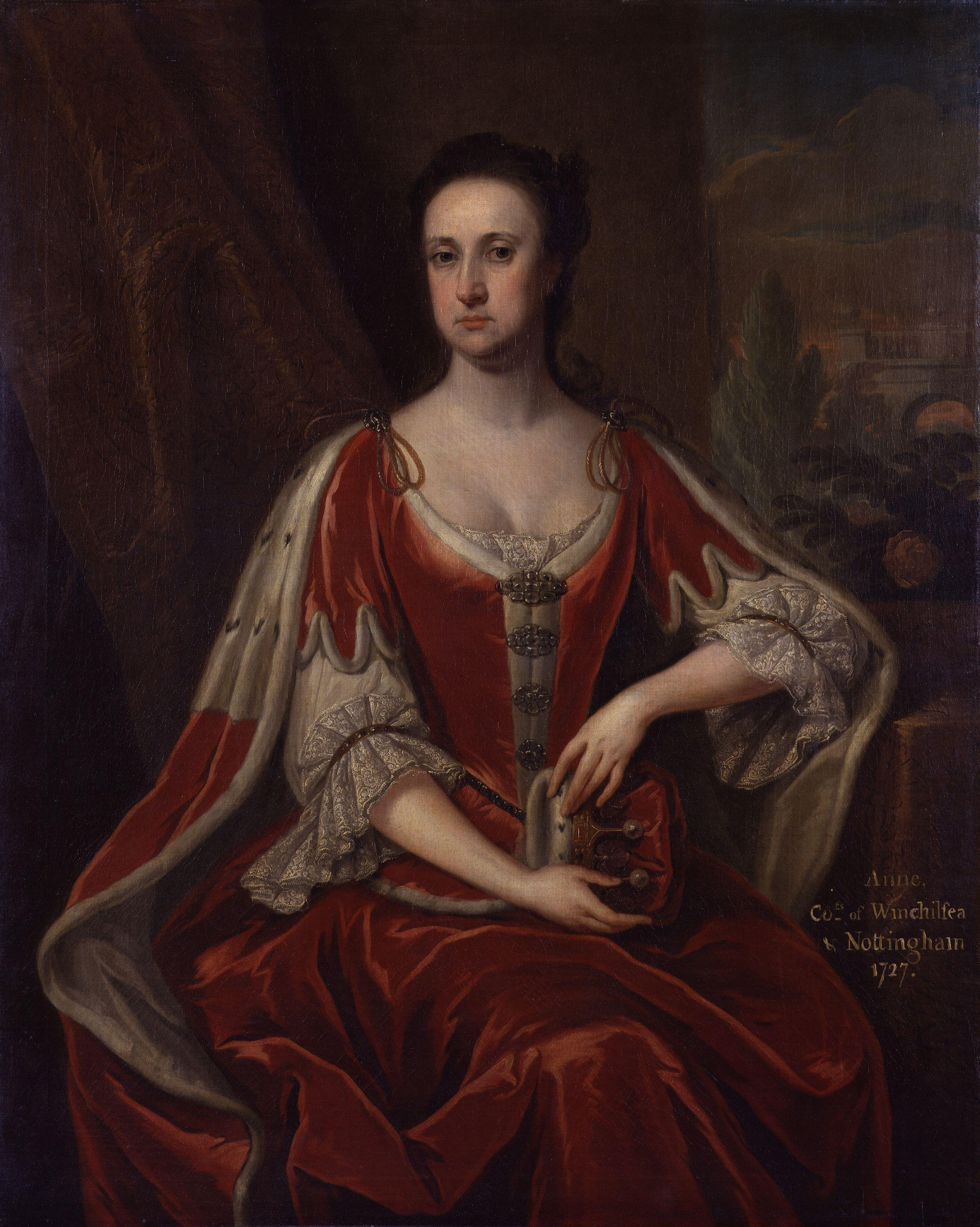
Anne Hatton (1668–1743), druhá manželka 2. hraběte z Nottinghamu

Byl dvakrát ženatý, poprvé se oženil v roce 1674 s Essex Rich (1652–1684), dcerou 3. hraběte z Warwicku. Podruhé se oženil v roce 1685 s Anne Hatton (1668–1743). Z obou manželství se narodilo celkem devatenáct dětí, z nichž jedenáct zemřelo v dětství.
- Mary Finch (1677–1718), 1. manžel William Savile, 2. markýz z Halifaxu, 2. manžel John Ker, 1. vévoda z Roxburghe, státní sekretář pro Skotsko
- Daniel Finch, 8. hrabě z Winchilsey, 3. hrabě z Nottinghamu (1689–1769), ministr námořnictva 1742–1744 a 1757
- William Finch (1691–1766), dvořan, člen Dolní sněmovny, vyslanec ve Švédsku a v Nizozemí
- John Finch (1692–1763), právník a člen Dolní sněmovny
- Henry Finch (1694–1761), dvořan a člen Dolní sněmovny
- Edward Finch-Hatton (1697–1771), dvořan, člen Dolní sněmovny, vyslanec v Polsku, Švédsku a Rusku
- Mary Finch (1701–1761), manžel Thomas Watson–Wentworth, 1. markýz z Rockinghamu
- Henrietta Finch (1703–1742), manžel William Fitzroy, 3. vévoda z Clevelandu
- Elizabeth Finch (1704–1784), manžel William Murray, 1. hrabě z Mansfieldu, lord nejvyšší sudí
- Charlotte Finch (1711–1783), manžel Charles Seymour, 6. vévoda ze Somersetu, prezident Tajné rady, nejvyšší štolba